# Yingkou
Yingkou is een stadsprefectuur en stad in de noordoostelijke provincie Liaoning van de Volksrepubliek China. De stad telt 630 duizend inwoners en hoort bij de prefectuur Yingkou die 2,3 miljoen inwoners heeft.

## Economie
In Yingkou bevindt zich een grote staalfabriek van Rigang Yingkou Medium Plate, een onderdeel van staalgroep Rizhao Steel. Hier worden dikke staalplaten gemaakt voor onder meer de scheepsbouw. De stad heeft ook een koolhaven aan de Gele Zee.

## Partnerstad
- Bandung in Indonesië, sinds 2009